# Čeněk Vyhnis
Čeněk Vyhnis, vl. jm. Vincenc Vyhnis (8. října 1842 Kostelec nad Labem – 23. března 1897 Praha), byl český středoškolský profesor, klasický filolog, novinář a překladatel. Působil na gymnáziích v Hradci Králové, Příbrami a Praze. Překládal ze sanskrtu, řečtiny a němčiny. Přispíval do Národních listů. Současníci oceňovali jeho hlubokou znalost klasických literatur a pedagogické schopnosti.

## Život
Narodil se 8. října 1842 v Kostelci nad Labem v chudé rodině. Studoval na akademickém gymnáziu a po maturitě r. 1864 nastoupil na filosofickou fakultu, kde se věnoval klasické filologii, srovnávacímu jazykozpytu a filosofii. Už jako student překládal zahraniční literaturu do časopisů a účastnil se diskusí v Umělecké besedě.
První zaměstnání získal jako suplent v Budějovicích, odkud se přestěhoval do Hradce Králové. Roku 1870 se po vykonání učitelských zkoušek stal profesorem. Byl oceňovaný pro hluboké znalosti a nadšení pro jejich předávání. Jeho výklad byl poutavý, působil na rozum i cit žáků. Podporoval nadané žáky. Zvlášť si oblíbil pozdějšího básníka Bohdana Jelínka, který si jej získal tím, že na zadané téma z latiny odevzdal báseň místo očekávaného pojednání. K jeho žákům patřil také orientalista Josef Brandejs a spisovatel Alois Jirásek.
Roku 1872 se stal ředitelem gymnázia v Příbrami. Jeho zásluhou získaka škola roku 1881 statut vyššího gymnázia a o tři roky později byla zestátněna. Přispěl také k založení učitelského ústavu (1874). Požíval velké důvěry studentů i kolegů. Od roku 1875 zasedal v obecním zastupitelstvu, kde se věnoval především školským otázkám. 16. března 1889 spoluzakládal s profesorem báňské akademie Josefem Hrabákem příbramský odbor Klubu českých turistů a stal se jeho prvním předsedou.
Roku 1891 opustil na vlastní žádost ředitelské místo a stal se profesorem vyššího gymnázia v Žitné ulici v Praze, kde také vyučoval jeho bývalý žák Alois Jirásek. Zanedlouho ale začal trpět chrlením krve, ze kterého se nakrátko zotavil na ozdravném pobytu v Ondřejově, ale nemoc jej nakonec sklátila 23. března 1897. Pohřben byl za velké účasti pedagogů, spisovatelů a dalších občanů na vinohradském hřbitově. V červnu téhož roku byla pod vedením Al. Jiráska zorganizována sbírka pro vybudování pomníku. Náhrobek, pořízený žáky a přáteli, zdobí verše Jaroslava Vrchlického.

## Dílo
Vyhnis přispíval do novin a časopisů, zejména do Národních listů. Projevoval svobodomyslné, pokrokové smýšlení.
Knižně vydal překlady:
- Alfred Meissner: Ke cti a slávě Boží : obrázek z působení jezovitů (1867). Povídka, vycházející ze skutečných událostí, kritizuje praktiky jezuitského řádu na příkladu nemorálního vylákání dědictví. Na podporu vznášených obvinění bylo vydání doplněno výtahem ze soudního procesu v Bruselu r. 1864.[10]
- Kálidása:	Śakuntala (1873), indické drama
- Basileios Veliký: Slovo svatého Basileia Velikého k jinochům, kterak by prospěchu nabyli z pohanských spisů řeckých (1887)

Přeložil také Kálidásovu tragédií Urvaší, tiskem ale vyšla jen ukázka ve výroční zprávě příbramského gymnázia za rok 1878.